# René Pomerleau
Pour les articles homonymes, voir Pomerleau.
René Pomerleau est un botaniste canadien, né le 27 avril 1904 et mort le 11 octobre 1993.

## Biographie
Titulaire d'un doctorat ès sciences (1937), il a principalement étudié les maladies parasitaires des arbres, notamment la maladie hollandaise de l'orme, ainsi que les champignons en Amérique du Nord et en France. Il est l'auteur de plus de 200 publications concernant ses travaux, dont un Guide des champignons de l'est du Canada et des États-Unis (1951, rééd. 1977), et de la Flore des champignons au Québec (1980), ouvrage décrivant d'une manière exhaustive les espèces macroscopiques québécoises, qui est immédiatement devenu un ouvrage de référence des mycologues du continent.
Il a créé les premiers cercles de mycologues parallèlement à ses activités professionnelles de phytopathologiste au ministère provincial des Terres et Forêts et au Centre forestier des Laurentides.
Il est le 25e président de l'ACFAS en 1951.
Le fonds d’archives de René Pomerleau est conservé au centre d’archives de Québec de la Bibliothèque et Archives nationales du Québec.
En 2016, à la suite d'un don testamentaire majeur, l'Acfas crée le Fonds René-Pomerleau destiné à soutenir les initiatives de la relève en recherche.

## Publications (liste partielle)
- (avec Charles-Eugène Ouellet) « Recherches sur la résistance de l'orme d'Amérique au ceratocystis ulmi », dans Canadian Journal of Botany, vol. 43 n1, 1965, p. 85-96

## Honneurs
- 1937 - Prix Athanase-David
- 1948 - Membre de la Société royale du Canada
- 1953 - Prix de la Province de Québec
- 1954 - Médaille de la Fondation Marie-Victorin
- 1954 - Médaille de la Société botanique de France
- 1955 - Prix Léo-Pariseau
- 1969 - Médaille du Centenaire de la Société de géographie de Québec
- 1970 - Officier de l'Ordre du Canada
- 1971 - Prix de la North American Mycological Association (en)
- 1981 - Prix Marie-Victorin[5]
- 1982 - Doctor of Laws, honoris causa de l'Université Sir George Williams
- 1982 - Legum Doctoris, honoris causa de l'Université de Toronto
- 1988 - Chevalier de l'Ordre national du Québec

## Hommages
- La rue René-Pomerleau a été nommée en son honneur, en 1995, dans l'ancienne ville de Sainte-Foy, maintenant présente dans la ville de Québec.
- Une plaque "Ici vécut" de la ville de Québec est présente au 1274-1278 Boulevard René-Lévesque  Ouest, en son honneur, pour indiquer son ancien lieu de résidence.